# Liste des présidents de la Chambre des députés (Liban)
Cet article dresse la liste des présidents de la Chambre des députés du Liban. Le président actuel est Nabih Berri.

## Liste
| Nabih Berri |